# Autoroute AP-46 (Espagne)
L'autoroute AP-46, appelée aussi Autopista de Málaga, est une courte autoroute payante qui permet de relier Alto de las Pedrizas à Malaga.
Elle double l'autoroute A-45 entre ces villes.
L'autoroute AP-46 a été construite pour décharger l'A-45 du trafic venant de Cordoue, Antequera et du Nord de l'Espagne.
Elle permet de donner une alternative aux automobilistes pour décongestionner l'A-45, seule autoroute qui dessert Malaga en venant du nord (Madrid, Grenade, Séville, Cordoue...).
L'AP-46 est une autoroute concédée et payante, elle est gérée par la société Sacyr Vallehermoso S.A.

## Tracé
- L'AP-46 se détache de l'A-45 à hauteur d'Antequera pour se connecter 25 km plus loin à l'autoroute de la Méditerranée A-7 au nord de la ville.

## Sorties
| Sorties | Villes                                                                              |                              |
| ------- | ----------------------------------------------------------------------------------- | ---------------------------- |
|         | Madrid - Cordoue - Séville A-92 Grenade - Murcie - Guadix                           | A-45 A-92M                   |
| (km 3)  | Villa Romana Cortijo Robledo                                                        | Villa Romana Cortijo Robledo |
| (km 5)  | Péage AP-46 à Casabermeja                                                           | Péage AP-46 à Casabermeja    |
|         | Tunnels de la Zambra (400 m), El Cerro Lechon (1 375 m) et El Cerro Negrete (180 m) |                              |
|         | Malaga Nord - Motril - Almeria Marbella - Algésiras                                 | A-7                          |